# Vlag van Prešov

Vlag van Prešov (ratio 2:3)

De vlag van Prešov, een regio van Slowakije, bestaat uit vier horizontale banen in de kleurencombinatie wit-geel-blauw-rood, waarbij de witte en de rode baan tweemaal zo hoog zijn als de gele en de blauwe baan.
Het ontwerp van de vlag is de winnende inzending van een ontwerpwedstrijd. De kleuren zijn, zoals de wedstrijdreglementen vereisten, afkomstig van het regionale wapen.
De vlag werd op 23 oktober 2002 aangenomen.